# 恋に唄えば♪
『恋に唄えば♪』（こいにうたえば）は、2002年に公開された金子修介監督、優香主演の日本映画。

## 概要
ミュージカルシーンがふんだんにある、優香の映画初主演作で、オーストラリアロケもされている。監督の金子は観た人が幸せな気分になれるような作品作りをテーマとして掲げている。
主演の優香は映画出演自体が初めてであったが、作品の雰囲気に合い、本人も映画出演に対する意欲を見せていたことから起用された。優香について監督の金子は、台詞を全部頭に入れていて現場では脚本を開かず、演技のカンも良いと女優としての姿勢を評価している。歌唱は期間限定ユニットNITRO依頼であったが、柴矢裕美の歌唱指導により向上している。
一方の竹中直人は脚本のイメージには合っていたが、同時期に多くの作品に出演しており、アドリブの多さが作品にとっての諸刃の剣にもなることから、金子は起用の決断に時間がかかったと述べている。

## あらすじ
彼氏にふられたばかりのOL桜井ユミの目の前に突然魔法使いが現れた。彼女はドジばかりの魔法使いに恋の復活をお願いし、元カレを追ってオーストラリアに向かうのだが、そこで破局の意外な真相を知る……。

## キャスト
- 桜井ユミ：優香
- 壺男（魔法使い）：竹中直人
- サトル：玉山鉄二
- 長老：古田新太
- 花子：篠原ともえ
- エリコ：梅宮万紗子
- 山田医師：田口浩正
- 聡一郎：石田太郎
- 催事場担当者：片桐はいり
- 家政婦：石野真子
- スチュワーデス：中山忍
- 課長：田山涼成
- 結婚式の進行役：津田寛治
- 花屋の店長：徳井優

## スタッフ
- 監督：金子修介
- 脚本：中村義洋、鈴木謙一
- 撮影：渡部眞
- 美術：清水剛
- ミュージカル監督：アンドリュー・ランカター
- 音楽：朝川朋之
- 音楽プロデュース：伊藤圭一
- 原案・プロデュース：一瀬隆重
- Coプロデュース：和田倉和利
- キャスティング - 山口正志
- 製作：江川信也、坂上順、遠谷信幸、川上國雄、平井文宏
- エクゼクティブプロデューサー：大川裕、遠藤茂行、青木真樹、永江信昭、奥田誠治
- 製作委員会メンバー：角川書店、東映、電通、日活、日本テレビ放送網、オズ

## 映像ソフト
2003年5月9日にはDVDとVHSがレンタル開始、2003年5月21日にDVDが発売された。